# Marcello Maruzzo
Marcello Maruzzo, OFM (23. července 1929, Vicenza – 1. července 1981, Los Amates) byl italský římskokatolický kněz, řeholník Řádu menších bratří a misionář, zastřelený v Guatemale skupinou atentátníků. Katolická církev jej uctívá jako blahoslaveného mučedníka.

## Život

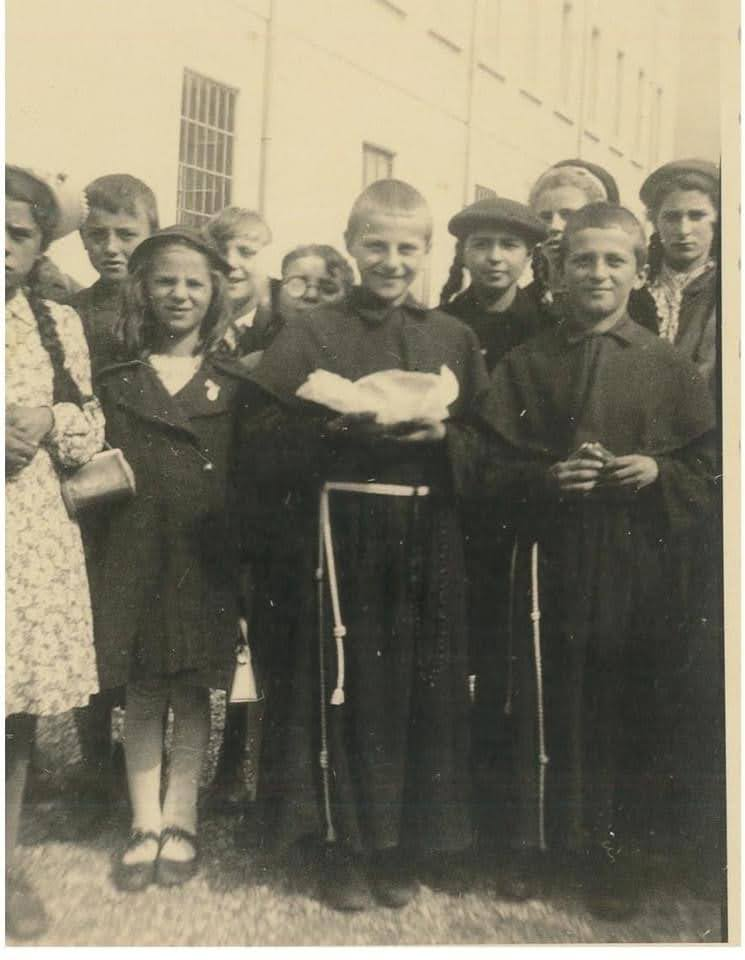
Bl. Marcello Maruzzo (vpravo) spolu se svým dvojčetem Danielem

Narodil se dne 23. července 1929 v italském městě Vicenza rodičům Angelu Maruzzimu a Augustě Rappo, jež pracovali jako rolníci. V květnu roku 1937 přijal své první svaté přijímání a 4. prosince téhož roku přijal svátost biřmování. Roku 1940 mu zemřela matka.
Po dokončení svých studií vstoupil dne 12. srpna 1945 se svým dvojčetem Danielem do noviciátu Řádu menších bratří. Dne 17. srpna 1946 složil své dočasné řeholní sliby, doživotní pak dne 15. července 1951. Poté studoval teologii v Chiampu. Dne 21. června 1953 přijal spolu se svým bratrem Danielem od benátského patriarchy a kardinála Angela Giuseppe Roncalli (budoucího papeže sv. Jana XXIII.) v Benátkách kněžské svěcení.
Roku 1960 odcestoval jako misionář do Guatemaly. Zde se naučil španělsky, aby mohl komunikovat s místními. Chodil po vesnicích a osadách, kde charitativně i duchovně pomáhal chudým rolníkům a dalším potřebným. Později obdržel výhružnou zprávu, kde stálo, že bude zastřelen. Výhružek přibývalo a nepomohlo ani to, že se často stěhoval. Na svém posledním působišti spolupracoval s katechetou a františkánským terciářem bl. Luisem Navarrem. S ním byl při jednom setkání dne 1. července 1981 večer v obci Los Amates (poblíž archeologického naleziště Quiriguá) zastřelen skupinou atentátníků. Dle výpovědi jednoho z nich jim ještě před smrtí tento čin odpustil. Pohřben je v kostele Parroquia Sagrado Corazon de Jesus v Los Amates.

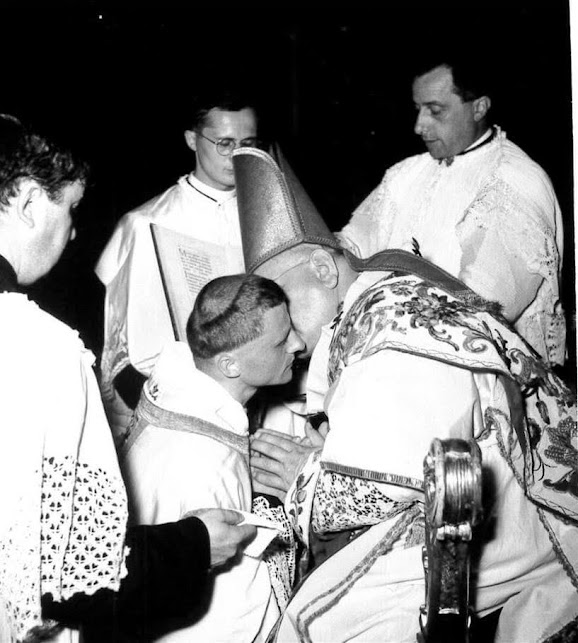
Bl. Marcello Maruzzo během svého kněžského svěcení v Benátkách dne 21. června 1953

## Úcta
Beatifikační proces jeho a jeho společníka Luise Navarra započal dne 10. listopadu 2005, čímž obdrželi titul služebníci Boží. Dne 9. října 2017 podepsal papež František dekret o jejich mučednictví.
Blahořečen pak byl spolu se svým společníkem dne 27. října 2018 v guatemalské obci Morales. Obřadu předsedal jménem papeže Františka kardinál Giovanni Angelo Becciu.
Jeho památka je připomínána 1. července. Je zobrazován v řeholním oděvu.